# COMFUT
COMFUT (de combatiente del futuro) es un programa destinado a diseñar el nuevo uniforme, equipamiento y armamento de las tropas Fuerzas Armadas Españolas.
El sistema COMFUT se divide en:
- Armamento
- Fuente de alimentación
- Eficacia de fuego
- Información y comunicación
- Supervivencia
- Sostenimiento
- Preparación